# عملية سليدجهامر 2007
عملية سليدجهامر (2007) كانت عملية بحث عسكرية خلال حرب العراق عام 2003. تم تنفيذ البحث في محاولة لتعطيل نفوذ الميليشيات والعنف في بلدة جبلة بالعراق في 22 يونيو 2007.

## تفاصيل العملية
قام فريق الانتقال العسكري المظلي من كتيبة القوات الخاصة في اللواء 425، فريق القتال في اللواء الرابع (المحمول جوا)، فرقة المشاة 25 وقوات الأمن العراقية بتفتيش مكاتب الشهيد الصدر وعثروا على عشر قذائف هاون عيار 82 ملم، وعشر قذائف هاون عيار 102 ملم، وعبوتين ناسفتين.
خلال العملية تم اعتقال ثمانية أشخاص بين الجيش العراقي وفريق الأسلحة والتكتيكات الخاصة في الحلة وقوات التحالف.
وتعتبر عملية سليدجهامر عملية تفتيشية مشتركة نفذتها القوات الأمريكية وقوات الأمن العراقية في 22 يونيو 2007 بمدينة جبيلة (Jabella)، قرب الحلة في العراق، بهدف تفكيك تأثير الميليشيات والقضاء على مصادر العنف في تلك المنطقة  .
تفاصيل العملية:
- شاركت فيها قوات الجيش العراقي، وفريق أسلحة خاصة وتكتيك (SWAT) من الحلة، بالإضافة إلى فريق انتقال عسكري مظلي من الكتيبة الخاصة (425th Brigade Special Troops Battalion) ضمن اللواء الرابع، الفوج / فرقة المشاة 25 (Airborne)  .
- قامت الفرق بتفتيش مكاتب تنظيم شهيد الصدر (Martyr Sadr)، حيث تم العثور على:
  - عشرة قذائف هاون عيار 82 مم
  - عشرة قذائف هاون عيار 102 مم
  - جهازي تفجير محلي الصنع (IEDs) وتم احتجاز مجموعة من الأشخاص والمتهمين محتملين (ثمانية)  .
- لم تُسجَّل أي خسائر بين صفوف القوات الأمريكية أو العراقية خلال العملية.[1] [2] [3]}}</ref>

## الوحدات المشاركة

### الوحدات الأمريكية
- كتيبة القوات الخاصة للواء 425، فريق القتال للواء الرابع (المحمول جواً)، فرقة المشاة الخامسة والعشرون

### الوحدات العراقية
- الجيش العراقي
- فريق الأسلحة والتكتيكات الخاصة في الحلة